# ICH5
L'ICH5 era il southbridge introdotto da Intel insieme al chipset i865 Springdale a metà 2003, come evoluzione del precedente ICH4 che era abbinato agli i845, i850 e i855.

## Caratteristiche tecniche

### Processo produttivo
L'ICH5 era prodotto nel tradizionale package Ball Grid Array 652 usato anche per i modelli precedenti.
L'ICH5 consentiva ai produttori di schede madri di integrare fino a 8 porte USB 2.0 (2 in più del predecessore). Per la connessione delle periferiche di archiviazione era presente l'ormai tradizionale controller per 2 canali PATA di tipo UltraATA 100 ma, per la prima volta, veniva integrato il controller RAID in modalità "0". Con l'ICH5 fece il suo debutto anche lo standard SATA, a cui veniva offerto il supporto a 2 porte SATA-150.
La comunicazione tra Northbridge e southbridge era la ormai tradizionale interfaccia a 266 MB/s.
Le versioni disponibili sono le seguenti:
- ICH5 - versione "base"
- ICH5-R - supporto RAID
- ICH5-DH

## Il successore
Il successore di ICH5 è stato, banalmente, l'ICH6 presentato a metà 2004 abbinato al chipset i915 Grantsdale, successore dell'i865 Springdale.